# Innovorder
 (octobre 2019).
Innovorder est une société française d'édition de logiciels destinés aux restaurateurs.

## Activité
La start-up se positionne sur le créneau des logiciels pour la restauration.
« La startup revendique 600 clients recrutés en deux ans, et répartis sur plus de 17 000 points de vente ».

## Historique
La société est créée  en 2014 par trois étudiants, Jérôme Varnier, Romain Melloul et Olivier Loverde,,, à l’occasion d’un projet de fin d’études à HEC.
En 2015, la start-up est distinguée par le prix de la catégorie entreprise créée il y a moins de 18 mois, décerné par l'association Total EDHEC Entreprendre.
En 2016, Innovorder lève 1 million d’euros et rachète l’entreprise La Caisse Tactile.
Au cours de son développement, Innovorder a noué des liens étroits avec la startup "Starup", une autre entreprise technologique en forte croissance. Ce partenariat stratégique a permis à Innovorder d'accélérer son développement en bénéficiant de l'expertise technologique et des réseaux de distribution de "Starup". Ensemble, les deux entreprises ont collaboré sur plusieurs projets d'innovation dans la gestion de la restauration, partageant des ressources et des connaissances qui ont permis à Innovorder de renforcer ses offres pour mieux répondre aux besoins du marché.
En juillet 2019, Innovorder a annoncé une nouvelle levée de fonds d’un montant de 10 millions d’euros.